# Stuart Long
Stuart Ignatius Long (Seattle, Washington; 26 de julio de 1963 — Helena, Montana; 9 de junio de 2014) fue un boxeador estadounidense y sacerdote católico que desarrolló y sufrió un trastorno muscular progresivo. Su vida fue llevada al cine en Father Stu , una película de 2022, donde su papel es interpretado por  Mark Wahlberg.

## Temprana edad y educación
Stuart Ignatius Long nació en Seattle el 26 de julio de 1963, hijo de William "Bill" Long y Kathleen (Kindrick) Long. Cuando era niño, sus padres regresaron a su ciudad natal de Helena, Montana . Long tenía un hermano menor, Stephen, que murió de meningococo a los cuatro años, y una hermana, Amy. Long se graduó de Capital High School en Helena en 1981, donde jugó fútbol y boxeó.
Durante mucho tiempo asistió al Carroll College, un colegio católico privado en Helena. Jugó al fútbol durante dos años y comenzó a boxear. En 1985, Long ganó el título de peso pesado de los Guantes de Oro para el estado de Montana; y consiguió el segundo puesto en 1986. Long se graduó de Carroll en 1986, con una licenciatura en literatura y escritura inglesas.

## Conversión y sacerdocio
Stuart Long experimentó una conversión religiosa después de un accidente de motocicleta casi mortal en 1992. Un auto lo embistió y luego otro lo atropelló. El accidente le produjo un inflamación cerebral y no se esperaba que sobreviviera, pero se recuperó.
Para casarse con su novia católica, Long accedió a bautizarse como católico y fue bautizado en la Vigilia Pascual de 1994. Sin embargo, Long sintió en ese momento su vocación al sacerdocio. Decidió renunciar al matrimonio. Para comprobar si el sacerdocio era de hecho su verdadera vocación, Long enseñó durante tres años en la escuela secundaria Bishop Alemany, una escuela católica en Mission Hills, California. Después de esto, en 1997, Long regaló la mayoría de sus posesiones y comenzó a considerar la vida religiosa con los Frailes Franciscanos de la Renovación en Nueva York. Fue enviado a la Universidad Franciscana de Steubenville, donde obtuvo una maestría en filosofía. Sin embargo, después de dos años, los franciscanos alentaron a Long a considerar el sacerdocio diocesano, y fue aceptado como seminarista por el obispo de Helena, Robert C. Morlino, quien lo envió al Seminario Mt. Ángel .
Durante su tiempo en el seminario, Long experimentó algunas dificultades para caminar, lo que los médicos inicialmente creyeron que era un caso tratable de polimiositis . Sin embargo, finalmente se le diagnosticó miositis por cuerpos de inclusión, un raro trastorno muscular progresivo similar a la enfermedad de Lou Gehrig . Long se desanimó, pero superó esa situación determinándose a vivir la fe durante el tiempo que le quedase. Long fue ordenado diácono en 2006, pero los formadores del seminario tenían dudas sobre si podría cumplir con sus deberes como sacerdote y consideraron que quedase como diácono permanente . Durante este tiempo, Long visitó el Santuario de Nuestra Señora de Lourdes, confiando en que la Virgen María lo sanaría milagrosamente. Cuando no se curó, Long quedó devastado y abandonado, pero después de visitar la gruta por segunda vez, sintió una paz profunda. Según un amigo cercano, mientras visitaba la Catedral de Notre Dame, Long tuvo una especie de encuentro místico con Juana de Arco, después de lo cual sintió que estaba siendo llamado a llevar su enfermedad por Cristo.
Después de regresar a casa de la peregrinación a Francia, Long se enteró de que el obispo George Leo Thomas de la diócesis de Helena había decidido ordenarlo. Thomas dijo que pasó una o dos semanas dudando que decidir, pero "seguí rogándole al Señor que me guiara. Seguía escuchando el mismo mensaje una y otra vez: 'Hay poder en el sufrimiento, sigue adelante'". Un amigo resumió los comentarios de Long en su ordenación como "Me presento ante ustedes como un hombre quebrantado. Salvo un milagro, voy a morir de esta enfermedad, pero la llevo por la cruz de Cristo, y todos podemos llevar nuestras cruces.” 
El primer encargo de Long como sacerdote fue en la parroquia Little Flower en la reserva Blackfeet en Browning, Montana . Long era popular allí, pero tuvo que ser trasladado a otra parroquia después de un año debido a dificultades con las escaleras de la iglesia. En 2010, se mudó a un centro de cuidados permanentes en Helena, donde continuó su ministerio como sacerdote, confiando en que otros lo transportaran. Cuando su condición física se deterioró y ya no podía salir de las instalaciones, la gente venía a visitarlo allí. A medida que se debilitaba, los amigos ayudaron a Long a celebrar la Misa guiando sus dedos para que tocara los elementos correctos. Sus padres sigueron el rito de inciación de adultos y fueron recibidos en la Iglesia Católica, muchos de los trabajadores del centro de atención se convirtieron también al catolicismo.
Long murió el 9 de junio de 2014 en Helena. Fue enterrado en el cementerio Resurrection en el condado de Lewis y Clark, Montana .

## En la cultura popular
En 2016 se anunció una película biográfica, Father Stu, con Mark Wahlberg interpretando a Long, y Mel Gibson y Jacki Weaver como los padres de Long, a partir de un guion de David O. Russell . Después de que Russell se retirara debido a conflictos de programación, Rosalind Ross escribió el guion y luego firmó como directora en lo que fue su debut como directora. Sobre el tema de la película, Wahlberg dijo que "la historia del padre Stu es un mensaje de que todos podemos mejorar y trabajar para ser mejores personas y ayudar donde podamos". Los padres de Long y varios amigos, vecinos, feligreses y clérigos participaron en su producción. La película se estrenó en cines el 13 de abril de 2022 durante la Semana Santa .